# رشته‌کوه چانتال
رشته‌کوه چانتال (روسی: Чантальский хребет) یک رشته‌کوه در ناحیه خودگردان چوکوتکای کشور روسیه است.